# 中国珠母贝
中国珠母贝（学名：Pteria chinensis），是莺蛤目莺蛤科莺蛤属的一种。主要分布于中国大陆，常栖息在温州（水深95－100米）、广东甲子到榆林外海（水深68－108米）。